# Plaines d'Heretaunga
Pour les articles homonymes, voir Plaines d'Heretaunga et Heretaunga..

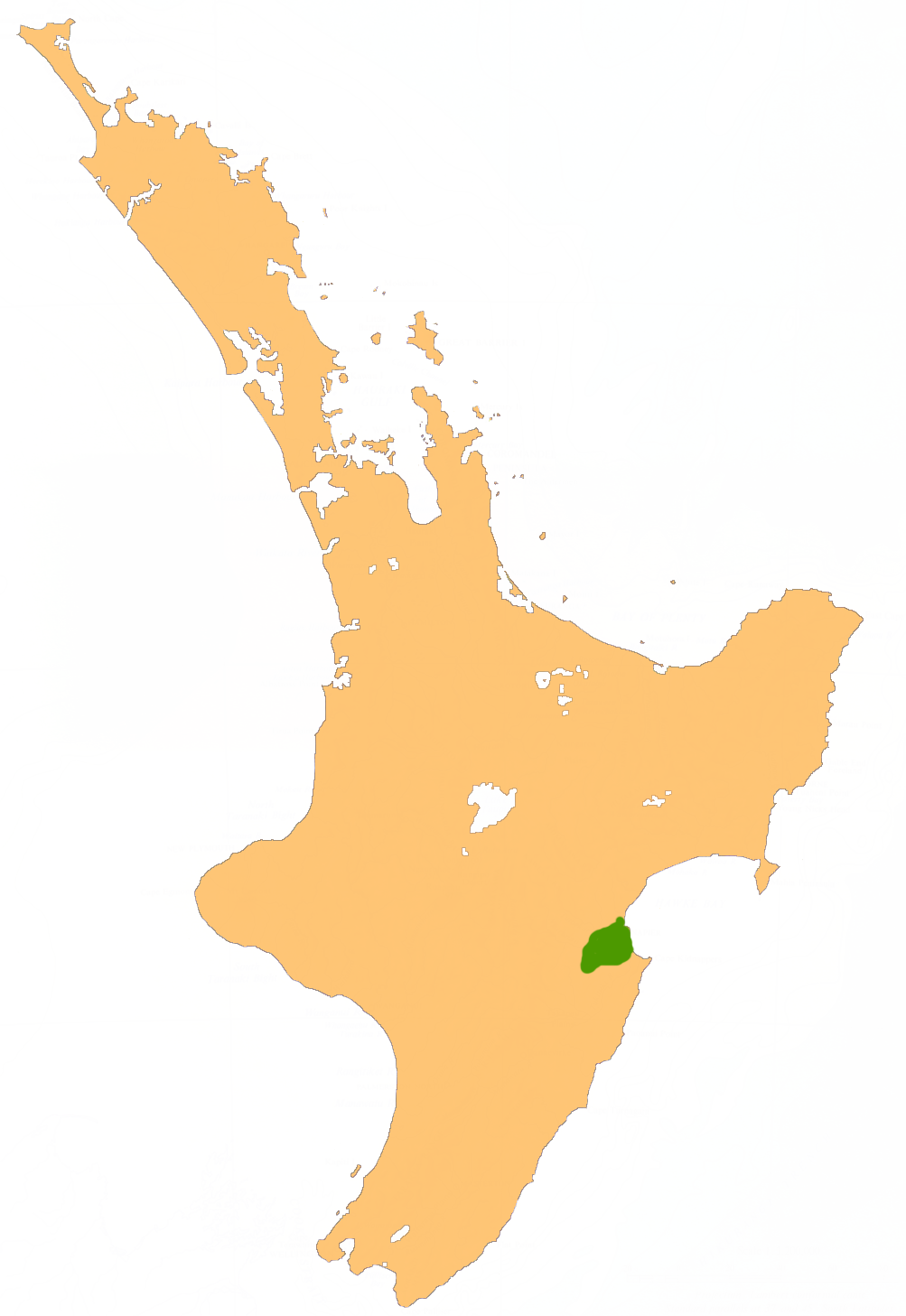
Les plaines d'Heretaunga.

Les plaines d' Heretaunga se situent dans une région naturelle de Nouvelle-Zélande située sur la côte est de l'île du Nord. La zone est rendue particulièrement fertile par les sédiments déposés drainés par les rivières Tutaekuri , Ngaruroro et Tukituki et par les dépôts marins côtiers déposés sur les côtes de Hawke's Bay,

## Toponymie
Heretaunga  est issu du terme wharenui qui désigne la maison de réunion de Whatonga, en bois sculpté. Les Maoris migrant vers le sud ont donné ce nom à un cours d'eau qui désigne l'actuelle rivière  Hutt.

## Géographie
Les plaines alluviales s'étendent sur une superficie de 300 kilomètres carrés (120 milles carrés), elles se sont formées au cours des 250 000 dernières années. Elles sont composées de couches de gravier, de sable et de limon, qui forment des aquifères poreux.

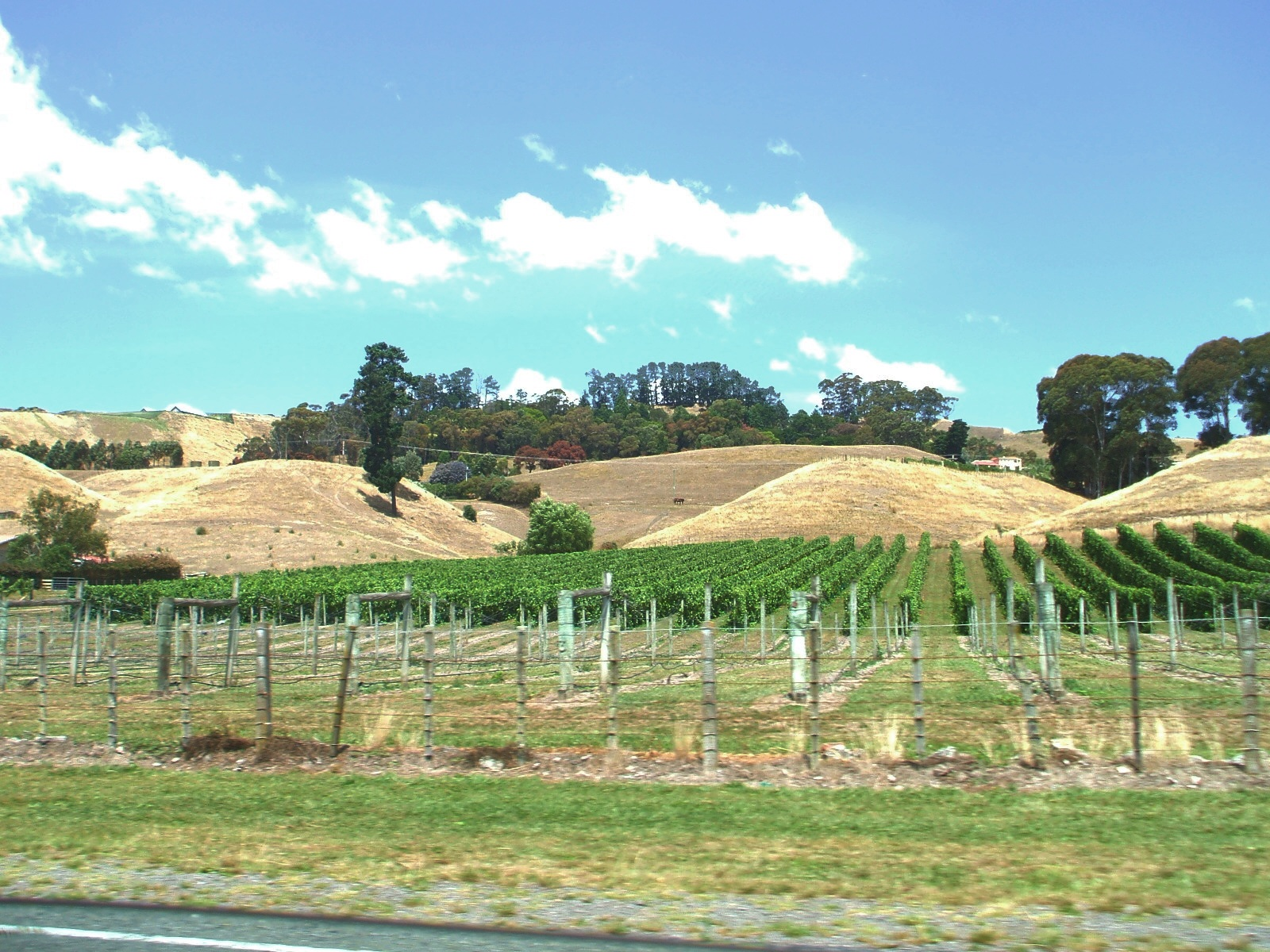
Vignobles d'Havelock North

L'irrigation en est renforcée ce qui favorise l'horticulture et l'agriculture. La moitié de la production totale de fruits, de légumes et de raisins de la Nouvelle-Zélande est produite dans les plaines d'Heretaunga, qui est l'une des principales régions productrices de vin de Nouvelle-Zélande. 

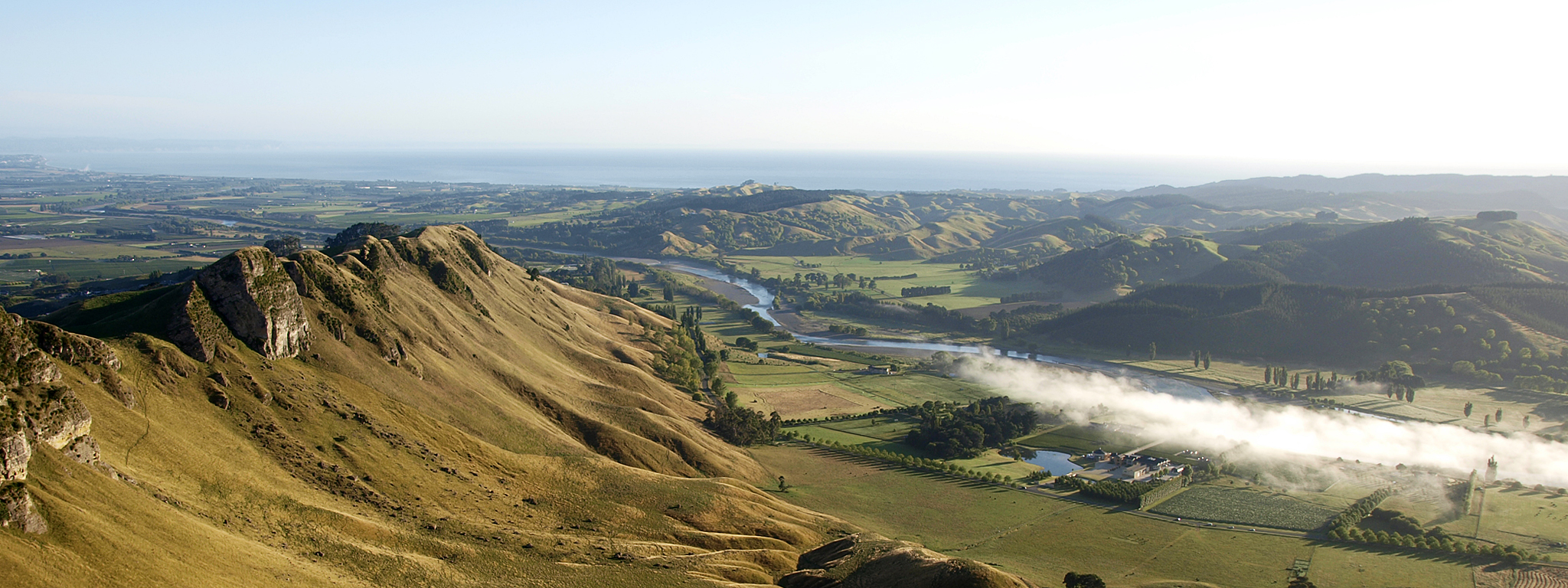
Tukituki (fleuve) et les montagnes Te Mata .- Hawke's Bay.

Les villes Napier, Hastings et Havelock North se trouvent dans les plaines